# Ex-Girlfriends' Club
Ex-Girlfriends' Club (hangul: 구여친클럽; rr: Guyeochinkeulleop é uma telenovela sul-coreana exibida pela emissora tvN de 8 de maio a 13 de junho de 2015 com um total de doze episódios. É estrelada por Byun Yo-han, Song Ji-hyo, Lee Yoon-ji, Jang Ji-eun e Ryu Hwayoung. Seu enredo refere-se ao encontro das ex-namoradas de um homem e como elas e ele se relacionam entre si.
Originalmente, Ex-Girlfriends' Club foi planejada para possuir dezesseis episódios, devido a seus baixos índices de audiência, seu número total de episódios foi reduzido para doze.

## Enredo
Bang Myung-soo (Byun Yo-han) é um escritor popular de webtoons, ele então escreve uma série em webtoon sobre suas três ex-namoradas. O título revela muitos detalhes sobre a vida amorosa de Myung-soo, tornando a publicação um enorme sucesso, o que faz com que uma adaptação em filme seja prevista. Já Kim Soo-jin (Song Ji-hyo), é a produtora de uma companhia de cinema, sem recursos para manter o local ela aceita a tarefa de produzir uma adaptação em filme do webtoon de Myung-soo, com quem teve um relacionamento no passado. Dessa forma, enquanto o projeto se desenvolve, ela terá que interagir com as três ex-namoradas dele, enquanto o próprio Myung-soo terá essas mulheres de volta à sua vida, tudo ao mesmo tempo.

## Elenco

### Principal
- Song Ji-hyo como Kim Soo-jin
- Byun Yo-han como Bang Myung-soo
- Jang Ji-eun como Na Ji-ah (primeiro amor de Myung-soo)
- Ryu Hwayoung como Goo Geun-hyung/Ra Ra (segundo amor de Myung-soo)
- Lee Yoon-ji como Jang Hwa-young (terceiro amor de Myung-soo)

### Estendido
- Shin Dong-mi como Kim Soo-kyung, irmã mais velha de Kim Soo-jin
- Jo Jung-chi como Choi Ji-hoon, marido de Kim Soo-kyung
- Kang Soo-jin como Song Eun-hye
- Go Hyun como Lee Jin-bae
- Do Sang-woo como Jo Gun
- Park Pal-young
- Son Jong-hak
- Chae Jung-an como Baek Soo-hee (participação especial, ep 1)[6]

## Recepção
Na tabela abaixo, os números azuis representam as audiências mais baixas e os números vermelhos representam as audiências mais elevadas.
| Episódio | Data de transmissão | Audiência média |
| Episódio | Data de transmissão | AGB Nielsen     |
| -------- | ------------------- | --------------- |
| 1        | 8 de maio de 2015   | 1.16%           |
| 2        | 9 de maio de 2015   | 0.90%           |
| 3        | 15 de maio de 2015  | 0.65%           |
| 4        | 16 de maio de 2015  | 0.72%           |
| 5        | 22 de maio de 2015  | 0.70%           |
| 6        | 23 de maio de 2015  | 0.88%           |
| 7        | 29 de maio de 2015  | 0.64%           |
| 8        | 30 de maio de 2015  | 0.81%           |
| 9        | 5 de junho de 2015  | 0.91%           |
| 10       | 6 de junho de 2015  | 0.64%           |
| 11       | 12 de junho de 2015 | 0.63%           |
| 12       | 13 de junho de 2015 | 0.78%           |
| Média    | Média               | 0.786%          |

## Transmissão internacional
- Em Singapura, foi ao ar pela Hub VV Drama de 31 de maio a 5 de julho de 2015.
- Em Hong Kong, foi transmitida pela TVB entre 2 de janeiro a 6 de fevereiro de 2018.
- Na Malásia, sua primeira exibição ocorreu de 24 de abril a 10 de junho de 2018. Uma segunda exibição ocorreu de 15 de novembro a 18 de dezembro de 2018.
- Na Tailândia, foi ao ar através da True4U, de 18 de julho a 23 de agosto de 2018.